# 래플

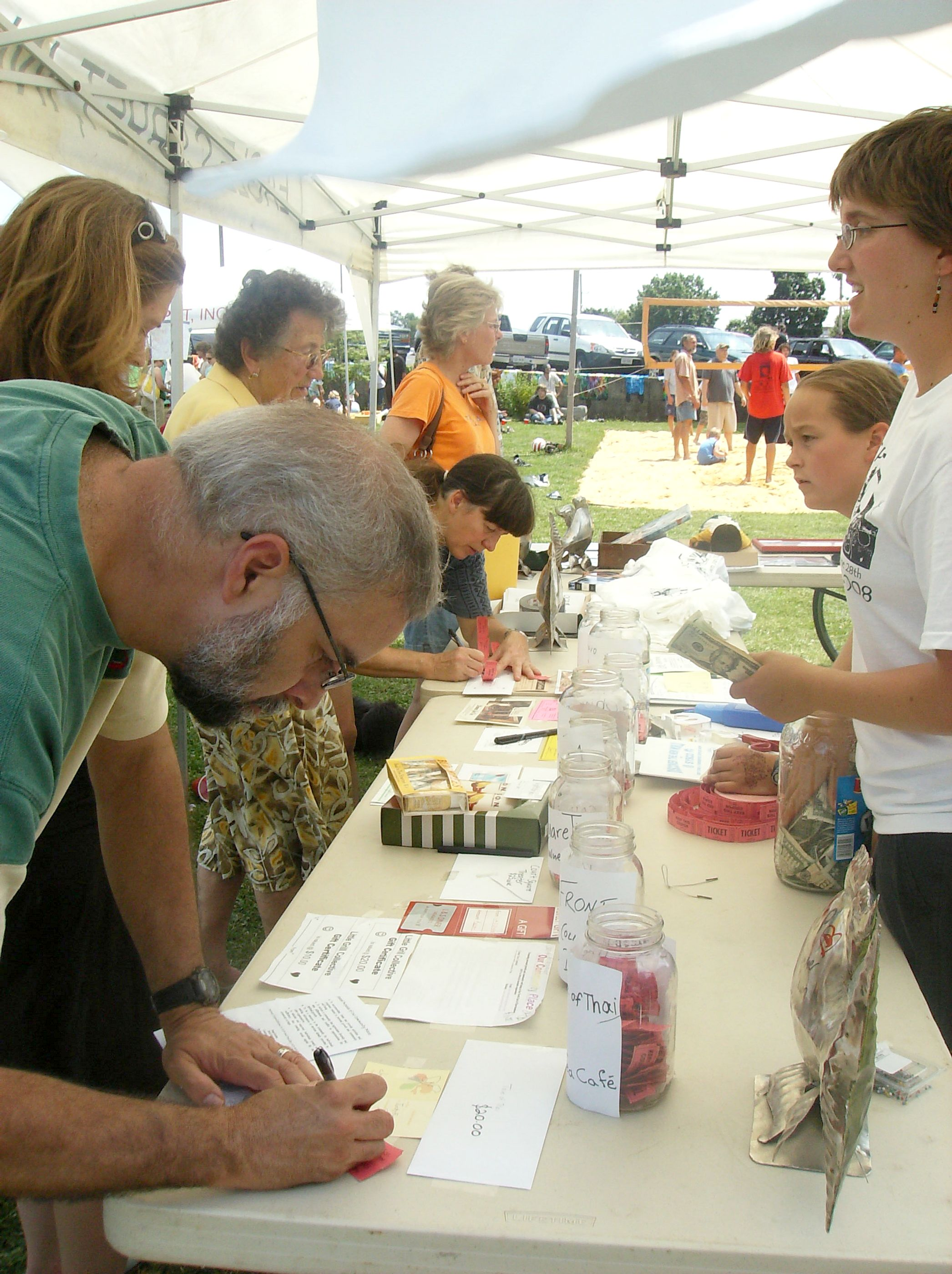

래플(raffle)은 사람들이 번호가 매겨진 입장권을 얻는 도박 대회로, 각 티켓에는 당첨 기회가 있다. 정해진 시간에 당첨자는 각 번호의 사본이 들어 있는 용기에서 무작위로 추첨된다. 추첨된 티켓은 번호가 붙은 상품 모음과 비교되고, 티켓 소지자가 상품을 당첨한다.
래플은 많은 국가에서 인기 있는 게임이며, 종종 특정 자선 단체나 행사를 위해 기금을 모으기 위해 개최된다.

## 과정
래플은 여러 개의 별도 상품(기부 가능)을 포함할 수 있으며, 각 상품에 대해 다른 티켓이 추첨되므로 티켓 구매자는 특정 상품에 끌리지 않고 제공되는 상품 중 하나를 당첨할 가능성에 끌릴 수 있다. 상품 추첨은 많은 구경꾼이 지켜보는 가운데 클럽 임원이나 유명 인사가 감독하는 특별 이벤트에서 개최될 수 있다. 상품 추첨에서 첫 번째 상품에 대한 티켓 한 장을 추첨한 다음, 그 티켓을 용기에서 꺼낸다. 그런 다음 두 번째 티켓을 다음 상품에 대해 추첨하고, 그 티켓도 버린다. 모든 상품이 당첨될 때까지 계속된다.

## 톰볼라
톰볼라(tombola)는 주로 크리스마스 때 하는 래플이다. 상품은 종종 상징적 가치만 있다. 19세기와 20세기에 이탈리아의 대량 이민으로 인해 남부 이탈리아에서 유래된 이 게임은 해외로 수출되었고 빙고와 같은 다양한 형태와 이름을 갖게 되었다.

## 전 세계
영국에서 "tombola"라는 용어는 래플권을 통에 넣고 텀블링한 다음 당첨된 래플을 통에서 뽑을 때 사용된다. 톰볼라 부스는 일반적으로 지역 축제를 위한 모금 행사로 사용된다.
뉴질랜드와 호주에서는 술집과 등록된 클럽에서 고기 래플(meat raffle)이 흔히 있다. 고기나 해산물이 담긴 트레이를 래플하여 종종 지역 스포츠 클럽과 같은 목적을 위해 기금을 모금한다. 미네소타와 로드아일랜드에서도 비슷한 래플이 열린다.

## 같이 보기
- 모금
- 복권 (도박)